# リベロ (バレーボール)
バレーボールにおけるリベロ（伊: Libero、中: 自由人）とは、守備専門の選手のことである。

## 概要
戦略的には、ミドルブロッカーが後衛に行ったときに、交代することが多い。また、リベロはベンチにいるときは、監督の指示を聞いて、コートに入ったときにその指示をコート内のプレイヤーに伝えるという役割を負うこともある。多くの選手が攻撃に入れるよう、プレー中のチャンスボールは守備範囲でなくとも（フロントゾーン付近など）、率先して取りに行き処理することもある。
相手チームはサーブレシーブ（レセプション）が得意であるリベロを避けて、他に一緒にレセプションを担当するアウトサイドヒッターをサーブで狙うことが多い（その選手の攻撃を封じるためにも）。
トップクラスのチームになるほど、守備力だけでなく、レシーブが崩れた時の二段トス、セッターがレシーブした際に替わりに行うトス能力なども求められる。なお、リベロはフロントゾーンでのオーバーハンドパスに制限がある（後述#ルール）。アンダーハンドによる高速トスを、バックアタック用に上げるリベロもいる。
また、リベロはチームキャプテン・ゲームキャプテンともに務めることができる。
身長が低い選手にも活躍の場を与えたことに加え、守備に特化した選手であるためラリーが続き試合が白熱するという効果もあった。一方で導入以前には、守備が苦手な大型選手は後衛に回ると崩れやすいため、日本など平均身長が高くない国では190cm台の選手が守備を磨くことで2m台の大型選手を揃える欧米勢にも対抗できていたが、導入以降はリベロに守備を任せることで大型選手の負担が少なくなり、かえって身長が高いチームが有利になったという指摘もある。

## 歴史
日本の小学生バレーボールでは全日本バレーボール小学生大会において、低身長児にも活躍の機会を与えるため、第1回大会（1981年）から後衛専門の選手を配置する特別ルール「バックセンター固定制」が取り入れられていた。
リベロ制は1996年ワールドスーパーチャレンジと1997年ワールドグランドチャンピオンズカップで試験的に導入され、1998年に国際ルールとして正式に採用。その後、各国内大会にも浸透した。松平康隆によると、松平とルーベン・アコスタが考案した制度だという。初めて試験導入された1996年ワールドスーパーチャレンジでは、男子は大関元樹（NECブルーロケッツ）が、女子は中村和美（ユニチカ・フェニックス）がリベロを務めた。同じく試験導入の1997年ワールドグランドチャンピオンズカップでは、男子は青山繁（富士フイルム・プラネッツ）が、女子は津雲博子（NECレッドロケッツ）がリベロを務めた。
リベロ制正式導入後の全日本のリベロ第1号は、男子は西村晃一、女子は津雲博子である。

## ルール

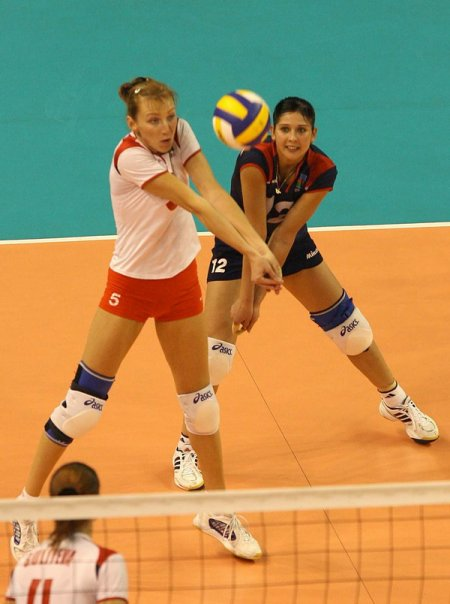
異なる色のユニフォーム

### 一般[4][11][12]
- 各チームはスコアシートの選手リストの中からリベロを2人まで指名することができる。
- リベロはバックのポジションのどの選手とも入れ替わることができる。
- リベロはバックプレーヤーとしてのみプレーできる。
- リベロは他の選手と異なる色のユニフォームを着用しなければならない。
  - 個別のユニフォームを用意することが金銭的な負担に繋がるため、中学・高校では他の選手と同じユニフォームの上に「L」の文字が入ったゼッケンを着用して代用することも認められている。
  - 現在小学生の大会ではリベロ制度は導入されていない。
- リベロは、後衛の選手と何度でも入れ替わることができる。
  - リベロの入れ替え（リプレイスメント）は正規の6回の交代には数えないので、無制限に入れ替えできる。
  - 審判の許可を受けることなくサーブ前に何度も入れ替えできる。ただし、一度替わったリベロの入れ替えには1ラリーおく（得点が動く）ことが必要である。
  - リベロがコートから出るときに入れ替われるのは、入れ替わっていたプレーヤーまたはセカンドリベロのみである。
  - 交代しコートを出て、再度交代してコートに入れることから、監督の指示をコート外からコート内へ伝える役目もする。
- サーブ、ブロック、ブロックの試みをしてはならない。（サーブを打つために後衛の選手と入れ替わることはできない）。
- 必須ではないため、登録しても使わない、登録しないという選択もある。
- リベロが二人ともプレーの続行ができなくなった場合、リベロを再指名することができる（この時の元リベロはその試合には出場できない）。
- 再指名の選手はその時点でコートにいない選手でなければならない。

### フロントゾーンでの制約
- リベロが前衛でオーバーハンドによりあげたボールを、（他のプレーヤーは[13]）ネットより高い位置からアタックすることはできない。
  - セッタープレーの禁止。
- リベロはネットより高いところにあるボールをアタックすることはできない。
  - 攻撃的プレーの禁止。
- リベロはブロックの試みをしてはいけない。

フロントゾーンでのセッタープレー＝トスアップの制限は、わかりやすく言うとアタックラインより前の位置ではオーバーパスによるトスアップができないというルールである。従って、アタックライン前で足をついた状態ではリベロはアンダーパスによってトスを上げざるを得ないが、このことに関しては異論もある。実際、このルールを回避するために、アタックライン手前からリベロがアタックラインを飛び越えるようにジャンプしてオーバーハンドのトスを行うといった光景がしばしばみられる。アンダーパス・オーバーパスともにパス（トス）の動作には変わりないので、ネットを超える高さのセット（ジャンプトス）のみを制限すればよいという意見も聞かれる。

## リベロ2人制
現行ルールでは、リベロは0〜2人まで登録出来る。FIVB世界・公式大会ではスコアシートに12人を超えて選手を記載する場合はリベロを2人置かなければなければならない。ルール(19.1.1)

### 経緯
2008年、国際バレーボール連盟 (FIVB) は2009年よりベンチ入り選手人数14名・リベロ2人制導入を決定した。
これをうけ日本バレーボールリーグ機構では、2008-09シーズンからプレミアリーグでのリベロ2人制の先行導入を決定した。この時点の取決めは、
- ベンチ入り選手人数12名以下の場合は、リベロを0～1名登録できる。ベンチ入り13～14名の場合は、リベロを2名登録できる。
- リベロは2名出場させることができるが、2名が同時にコートに立つことはできず、また一旦退いたリベロは再びコートに立つことはできない。

2009年のグランドチャンピオンズカップではフリーダムリベロ制と称して、「選手12名ベンチ入りのうち2名リベロ登録でき、交代が自由にできる」という方式がとられたが、各国の監督には不評であった。
2010年9月、FIVBは試合中のリベロ交代回数を撤廃する規則改正を決めた。
なお、全国高等学校体育連盟は上述の方式とは異なる形で、以前よりリベロ2人制を導入している。
コート上のリベロを「アクティングリベロ」、そうでない方のリベロを「セカンドリベロ」と呼ぶことがある。
サーブを受ける時（レセプションとディグ）とサーブ権のある時（ディグのみ）で、2人のリベロを使い分ける起用方法もある。